# Porudzie
Porudzie – wieś sołecka  w Polsce położona w województwie świętokrzyskim, w powiecie opatowskim, w gminie Sadowie
W latach 1975–1998 miejscowość administracyjnie należała do województwa tarnobrzeskiego.